# Thorictus pilosus
Thorictus pilosus es una especie de escarabajo de piel del género Thorictus, orden Coleoptera. Fue descrita por Peyron en 1857.

## Descripción
Mide 2,3-2,7 mm de longitud.

## Distribución y hábitat
Se distribuye por Chipre, Egipto, Grecia, Irak, Israel, Líbano, Libia, Siria, Palestina, Túnez, Turquía y Uzbekistán.